# Mandamento Tirrenico

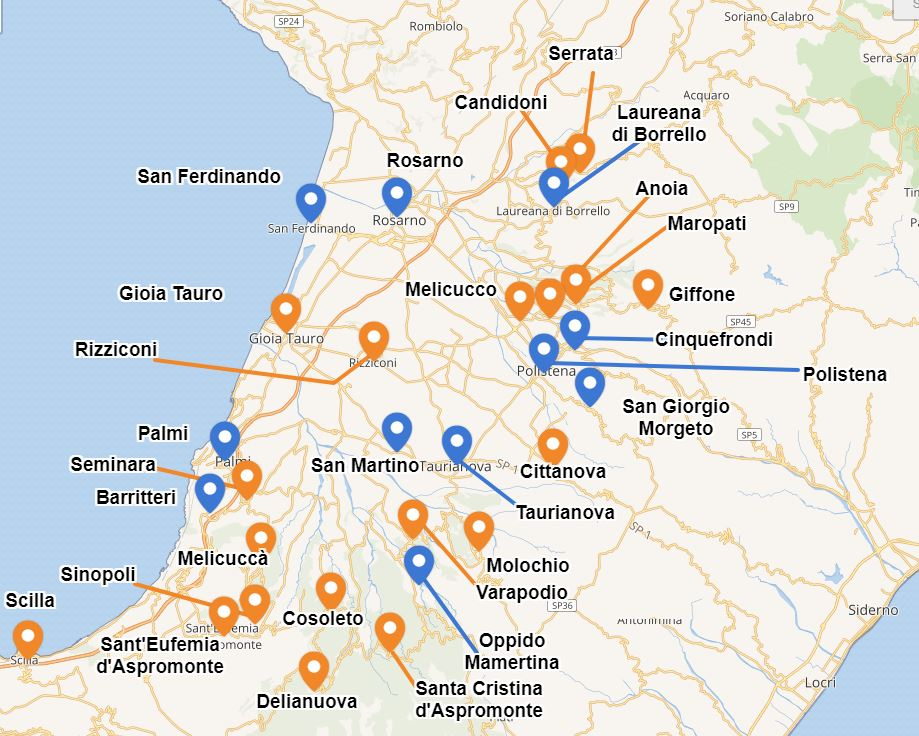
'ndrangheta nel Mandamento Tirrenico. In blu presenza di locali, in arancione presenza di 'ndrine

Il Mandamento Tirrenico o Piana è una sovrastruttura territoriale della 'ndrangheta che si pone come organo di raccordo tra il sovrastante Crimine e le sottostanti locali che insistono nella provincia di Reggio Calabria della piana di Gioia Tauro e dell'area tirrenica.
Viene scoperta, insieme al Mandamento Jonico e al Mandamento Centro per la prima volta con l'operazione Crimine del 2010.
Dalla seconda relazione semestrale della Direzione Investigativa Antimafia del 2010, l'analisi semestrale per l'organizzazione criminale calabrese già suddivisa per province viene, solamente per la provincia di Reggio Calabria, suddivisa anche nei tre mandamenti scoperti dall'operazione Crimine.

## Struttura
Dal 2014 al 2017, sembrerebbe che la carica di vertice del Mandamento tirrenico sia stata ricoperta da Luigi Mancuso, già capo-locale di Limbadi nonché dei Mancuso.

### Locali
Di seguito l'elenco dei locali che fanno riferimento alla "Piana".
- Società di Rosarno (il locale più importante della piana), con le 'ndrine Piromalli, Pesce, Bellocco, Molè[5]
- Società di Polistena
- Locale di Barritteri[6]
- Locale di Cinquefrondi[7]
- Locale di Laureana di Borrello con a capo il santista Rocco Lamari (2010)[8][9]
- Locale di Limbadi, (Operazione Rinascita-Scott 2019)[4]
- Locale di Oppido Mamertina, con le 'ndrine Mammoliti-Rugolo, Polimeni-Mazzagatti-Bonarrigo. Ferrero-Raccosta-Zumbo, Rugolo-Mammoliti[5][10][11]
- Locale di Palmi[6] (Gallico, Condello, Parrello e Bruzzise)
- Locale di Sant'Eufemia d'Aspromonte[12]
- Locale di San Martino di Taurianova[13]
- Locale di San Giorgio Morgeto[14]

#### Locale di Cinquefrondi
Il locale di Cinquefrondi è composte dalle 'ndrine Petulla, Ladini e Foriglio.
Nel 2013 si conclude l'operazione Vittorio Veneto che porta all'arresto di sei persone e alla collaborazione dell'affiliato Francesco Rocco Ieranò.
A novembre 2013 si avviano le indagini dell'operazione dei Carabinieri Saggio Compagno 2 per concludersi a gennaio 2016. 
Grazie all'operazione si viene a conoscenza del desiderio di Giuseppe Ladini con la dote di Vangelo di diventare capo-locale e costituire una propria 'ndrina nella contrada Petricciana di Cinquefrondi.
| Locale di Cinquefrondi    | Locale di Cinquefrondi    | Locale di Cinquefrondi | Locale di Cinquefrondi | Locale di Cinquefrondi                                              | Locale di Cinquefrondi |
| 'ndrine                   | Capo-locale               | Capo crimine           | contabile              | Attività                                                            | note |
| ------------------------- | ------------------------- | ---------------------- | ---------------------- | ------------------------------------------------------------------- | --- |
| Petullà, Ladini, Foriglio | Costantino Tripodi (2016) |                        | Antonio Zangari (2016) | estorsione, compravendita illegale di armi, spaccio di stupefacenti | Antonio Zangari avrebbe almeno la dote di vangelo e sarebbe stato capo-società e contabile, inoltre interloquiva con l'ex capo-crimine Commissione provinciale Domenico Oppedisano |

#### Locale di Palmi
Gestito storicamente dai Gallico insieme ai Morgante-Sgrò-Sciglitano (Processo Cosa Mia del 2015).
|  |

#### Locale di San Martino di Taurianova
Inizia a ottobre 2010 l'operazione Tutto in famiglia che porta a dicembre del 2011 all'arresto di ventuno persone venendo a conoscenza della struttura del locale di San Martino di Taurianova e delle attività illecite da esso svolte, in particolare: usura e spaccio di stupefacenti.
| Locale di San Martino di Taurianova                   | Locale di San Martino di Taurianova | Locale di San Martino di Taurianova | Locale di San Martino di Taurianova | Locale di San Martino di Taurianova       | Locale di San Martino di Taurianova                             |
| 'ndrine                                               | Capo-società                        | Capo crimine                        | capo-ndrina                         | Attività                                  | note                                                            |
| ----------------------------------------------------- | ----------------------------------- | ----------------------------------- | ----------------------------------- | ----------------------------------------- | --------------------------------------------------------------- |
| Zappia, Cianci-Maio, Hanoman, Fazzalari, Zagari-Viola | Michele Maio (2011)                 | Gaetano Merlino (2011)              | Giuseppe Panuccio (2011)            | Praticano usura e spaccio di stupefacenti | Copiata accertata fino al 2011 con operazione Tutto in famiglia |

### 'ndrine
- Albano-Lamalfa di San Ferdinando[5]
- Albanese-Raso-Gullace di Cittanova[5]
- Alvaro di Sinopoli[5], San Procopio[19] e Cosoleto[5]
- Luppino-Laurendi-Cannizzaro di Sant'Eufemia d'Aspromonte[5]
- Asciutto-Neri di Taurianova[5]
- Avignone di Taurianova[5]
- Bianchino di Anoia[5]
- Bruzzise di Palmi[5] e Frazione Barritteri di Seminara[17]
- Caia-Laganà di Seminara[5]
- Cordoma-Zavaglia di Galatro
- Cammaroto di Santa Cristina d'Aspromonte e Scido[5]
- Cianci-Maio-Hanoman di San Martino di Taurianova[5][20]
- Cimato di San Ferdinando[5]
- Crea e Franconeri di Rizziconi[5]
- Gallico di Palmi[5]
- Facchineri di Cittanova[5]
- Fedele di Varapodio[5]
- Foriglio-Tigani di Cinquefrondi
- Franconeri di Maropati[5]
- Galati di San Giovanni di Mileto
- Gioffrè di Seminara
- Guerrisi-Mercuri di Polistena
- Italiano-Papalia di Delianuova
- La Rosa di Giffone[5]
- Lamanna-Tassone-Albanese di Serrata[5]
- Lamari-D'Agostino-Chindamo di Candidoni, Galatro e Feroleto della Chiesa[5]
- Longo-Versace di Polistena e Cinquefrondi[5]
- Mammoliti di Oppido Mamertina[5]
- Mercuri-Napoli di Melicucco[5]
- Molè di Gioia Tauro[5]
- Morgante di Palmi
- Nasone-Gaietti di Scilla[5]
- Pantano di San Ferdinando[5]
- Parrello di Palmi[5]
- Petullà-Ierace-Auddino di Cinquefrondi[5]
- Piromalli di Gioia Tauro[5]
- Polimeni-Mazzagatti di Oppido Mamertina
- Rugolo di Castellace di Oppido Mamertina[5]
- Santaiti di Seminara[5]
- Sciglitano di Palmi
- Siberia-Geniazzi di Seminara[5]
- Sgrò di Palmi
- Zagari-Viola di Taurianova[5]
- Zappia di San Martino di Taurianova[5]

## Storia

### Primi del Novecento
Nel 1900 a Palmi viene denunciata la presenza della Picciotteria e nella piana di Gioia Tauro si istituisce un processo contro 299 persone affiliate alla criminalità organizzata di cui il boss è Francesco Albanese detto Tarra. Egli fu il primo pentito di 'ndrangheta, confessò per primo dell'esistenza dell'organizzazione e delle sue regole dopo che fu lasciato per cinque giorni in carcere a pane e acqua.
Nel 1902 la corte di Appello delle Calabrie annotava che un'organizzazione criminale nell'area di Oppido Mamertina non aveva come scopo solo reati contro la proprietà e le persone ma anche la gestione dell'amministrazione della giustizia e sempre lo stesso anno avvisava a Cinquefrondi per 100 imputati una simile connotazione mafiosa. 
Nel 1903 la corte dell'Appello delle Calabrie vede 54 imputati accusati di mafia il cui capo era Bruno Mangione e un certo Francesco Lisciotti praticava la camorra. 
Nel 1908 a Laureana di Borrello la Corte d'appello delle Calabrie documenta il rito della "tirata di sangue" per il passaggio a dote di camorrista" tra affiliati alle organizzazioni criminali del luogo. Nel 1939, a Polistena, al capobastone Francesco Mercuri, della famiglia Guerrisi-Mercuri vengono confiscati degli immobili e terreni tra Melicucco-Cinquefrondi-Polistena, detenuto nel carcere di Cinquefrondi. Venne nuovamente arrestato nel 1952, e fu condotto nel carcere di Palmi. Non fu, per altro, l'unico membro della famiglia a essere arrestato; lo furono anche suoi familiari per pascolo abusivo, appropriazione indebita di terreni e possesso di armi da fuoco.

### Anni 1950 - la faida di Rizziconi e l'operazione Marzano
I Piromalli-Molè hanno uno scontro con i Ventre-Carlino.

### Anni 1970 - Faida di Seminara e il sequestro di Paul Getty Junior
In questo periodo si conclude la faida di Seminara vinta dai Santaiti-Gioffrè sui rivali Pellegrino, che però non avendo vendicato l'uccisione di un boss del luogo furono sospesi da ruoli di capo locale di qualsiasi locale e causò attriti con le 'ndrine minori degli Ottina, dei Tripepi e degli Spinelli di Seminara. 
La sentenza durò fino al 1987 in cui a Rocco Gioffrè viene concessa la dote di santista.
I Piromalli-Molè hanno eco nazionale per un'operazione contro il traffico di droga a cui parteciparono anche forze dell'ordine statunitensi e per il sequestro di Paul Getty Junior.
L'11 febbraio 1979 muore Girolamo "Don Mommo" Piromalli.

### Anni 1980 - La faida di Laureana
In questo periodo fino agli anni 1990 scoppierà la faida di Laureana di Borrello tra i Albanese-Cutellè-Tassone e i Chindamo-Ferrentino-Lamari-D'Agostino che coinvolgerà anche i Mancuso e i Piromalli-Molè entrambi alleati dei primi. 
La faida scoppiò perché né uno schieramento né l'altro erano d'accordo col vecchio capobastone Giuseppe Gullace. I Mancuso, i Piromalli e i Pesce appoggiavano il primo gruppo, e i Bellocco appoggiavano il secondo gruppo.
Il 9 novembre 1988 viene ucciso a Laureana di Borrello Domenico Tassone (33 anni).
Il 24 febbraio 1989 vengono uccisi in contrada Macello di Laureana di Borrello Alfonso Tassone di anni 20 e affiliato all'omonima 'ndrina e sua sorella Marcella Tassone di anni 10 mentre rincasavano su una Alfetta.
Secondo alcune inchieste il clan dei Piromalli intrattiene contatti con il terrorismo politico di estrema sinistra.
Nel 1983 Umberto Bellocco di Rosarno battezza in carcere con dote di santista Pino Rogoli di Mesagne che creerà la Sacra Corona Unita.
Nel 1984 arrestato il boss Giuseppe Piromalli.
Nel 1987 viene ucciso il sindaco di Gioia Tauro.

### Anni 1990

#### Commissione interprovinciale
Le forze dell'ordine scoprono un'alleanza tra i Piromalli di Gioia Tauro, i Pesce di Rosarno e i Mancuso di Limbadi ed è di questo periodo la confessione del pentito Gaetano Costa che al termine della seconda guerra di 'ndrangheta nel 1991 i Piromalli furono dei forti promotori della creazione della Commissione interprovinciale, organismo di sovrastruttura delle locali.

#### Faida di Laureana
Il 10 luglio 1990 in contrada Barbasano di Laureana di Borrello vengono uccisi i cugini Michele, Biagio e Leonardo Cutellé e il loro amico Demetrio Ozzimo.
Nel 1991 il boss Giuseppe Mancuso ordina l'omicidio di Vincenzo e Antonio Chindamo; l'11 maggio Pasquale Pititto e Michele Iannello di San Giovanni in Mileto compiono il fatto uccidendo però solo il primo.
I Bellocco constatando l'inconclusione della faida danno inizio alle trattative con la parte avversa e viene stabilito che agli Albanese viene affidato Acquaro, Candidoni, Dinami, Melicucco, Serrata e San Pietro di Caridà, ai Chindamo-Lamari Laureana di Borrello.

#### I problemi tra i Gioffrè e gli Spinelli
In questo periodo, per la precisione dal 1986 si acuisce la tensione tra i Gioffrè e gli Spinelli di Seminara, questi ultimi arricchitisi con traffico di droga correlato a criminali turchi per il controllo del territorio e che sfociò nell'omicidio di Diego Spinelli nel 1993.
Grazie alle operazioni delle forze dell'ordine fu scongiurata una nuova faida che portò però al consolidamento dei Santaiti-Gioffrè.

### 2000-2009 - L'omicidio di Rocco Molè e la Faida di Seminara
Il 1º febbraio 2008 viene assassinato il capobastone Rocco Molè, ignoto il movente, si ipotizza una guerra fra cosche.
- Il 23 luglio 2008 è stata portata a termine un'operazione coordinata dalla DDA di Reggio Calabria che prende il nome di Cent'anni di storia che vede coinvolte le maggiori consorterie criminali della piana di Gioia Tauro tra cui i Piromalli, i Molè di Gioia Tauro e gli Alvaro di Sinopoli; l'operazione fa luce sulla rottura dell'alleanza storica tra i Piromalli e i Molè (provata dall'omicidio di Rocco Molè avvenuto a febbraio 2008[37][38]) e sulle infiltrazioni delle cosche nel porto di Gioia Tauro[39][40][41].

Il 13 agosto 2009 a Seminara avviene l'ultimo omicidio della faida tra i Gioffrè e i Santaiti contro i Caia-Laganà-Gioffrè.

### 2010 -  La scissione dei Piromalli-Molè
Nella piana di Gioia Tauro, sin dall'operazione Cent'anni di storia, che segna da spartiacque per la scissione dei Piromalli dai Molè, rimane l'alleanza Alvaro-Piromalli.
I Bellocco vengono colpiti dall'operazione Vento del nord della squadra mobile di Reggio Calabria e Bologna, prosieguo dell'operazione Rosarno è nostro di luglio 2009. Il 27 luglio 2010 si conclude anche l'operazione Pettirosso contro 10 esponenti della cosca. Agli alleati Pesce invece vengono arrestati 40 affiliati nell'operazione All Inside accusati di associazione mafiosa e con All Inside 2 conclusa il 23 novembre 2010 permette di arrestare altri 14 indagati per estorsione, riciclaggio e sempre associazione mafiosa.
A Palmi invece sono state arrestate 52 persone riconducibili ai Gallico-Morgante-Sgrò-Sciglitano ma anche i Bruzzise-Parrello del Locale di Barritteri e coinvolte, tra di loro, in una faida.
Il 12 maggio 2010 si conclude l'operazione Matrioska che rivela azioni di riciclaggio a Roma degli Alvaro, fa seguito il 3 agosto 2010 Matrioska 2 in cui vengono sequestrati beni del valore di 10 milioni di euro.

### 2011 - Il suicidio di Maria Concetta Cacciola e il pentimento di Giuseppina Pesce
Il 10 marzo 2011 si conclude l'operazione Imelda contro gli Bellocco-Ascone per traffico internazionale di droga, coordinato anche da un esponente delle 'ndrine di San Luca (RC).
Il 15 marzo 2011 si conclude invece l'operazione Scaccomatto contro 32 presunti esponenti dei Longo di Polistena con collegamenti anche a Fondi (LT) nel basso Lazio.
I Pesce-Bellocco vengono colpiti dall'operazione All Clean del 21 aprile 2011 e con esso incomincia anche il fenomeno del pentitismo da parte di donne come Giuseppina Pesce, Maria Concetta Cacciola e Rosa Ferraro.
L'operazione porta al sequestro di beni del valore di 190 milioni di euro.
Si viene a conoscenza degli investimenti della cosca nell'edilizia, nella grande distribuzione e nel settore sportivo.
Il 14 luglio 2011 viene catturato il latitante Cosimo Alvaro.
Il 25 luglio 2011 vengono confiscati agli Alvaro "Testazzi/Cudalonga" beni del valore di 200 milioni di euro.
Il 10 agosto 2011 viene catturato il latitante Francesco Pesce.
Il 13 ottobre 2011 con l'operazione All Clean 2 vengono sequestrati ai Pesce beni del valore di 18 milioni di euro.
Il 7 novembre 2011 si conclude l'operazione Vento del Nord nei confronti di Antonio, Rocco e Francesco Bellocco.
In questo semestre si pente Giuseppina Pesce che rivela l'organigramma della sua 'ndrina.
Invece Maria Concetta Cacciola, nipote di Gregorio Bellocco che aveva iniziato a collaborare nel semestre precedente, il 20 agosto 2011 viene uccisa, costretta a bere acido muriatico per il suo tradimento.
Si conclude in questo semestre l'operazione Cosa mia che evidenzia ancora una volta la supremazia dei Gallico nel comune di Palmi. Uno degli indagati, un avvocato del luogo, era anche in sintonia con i Valle-Lampada lombardi, emanazione dei De Stefano-Condello di Reggio Calabria.
Il 13 novembre 2011 viene organizzata nel campo da calcio di Rizziconi, sequestrato alla 'ndrina dei Crea, una partita organizzata dall'associazione Libera con la Nazionale italiana di calcio.
Il 13 dicembre 2011 a San Martino di Taurianova si conclude l'operazione Tutto in famiglia contro esponenti della 'ndrina dei Maio.

### 2012 - La condanna per Rocco Pesce e l'arresto di Rocco e Michele Bellocco
In questo primo semestre il porto di Gioia Tauro vede in quattro diverse operazioni il sequestro di cocaina per un totale di oltre 1 300 kg.
Il 9 febbraio 2012 si conclude l'operazione Califfo con l'esecuzione di misure cautelari nei confronti di padre, madre e fratello della pentita suicida Maria Concetta Cacciola.
Il primo marzo 2012 viene condannato a 5 anni di carcere il boss Rocco Pesce (1957) che aveva minacciato il sindaco di Rosarno Elisabetta Tripodi.
Il 3 marzo 2012 viene arrestato Rocco Bellocco che sconterà una pena di 13 anni e 8 mesi di carcere mentre il 18 aprile 2012 si conclude l'operazione Califfo 2.
Infine il 29 giugno 2012 viene arrestato Michele Bellocco e condannato a 6 anni di carcere per traffico di stupefacenti.
A Oppido Mamertina, potrebbero essere riprese le ostilità tra i Bonarrigo e gli Zumbo.
Nel secondo semstre le forze dell'ordine sequestrano nel Porto di Gioia Tauro 556 kg di cocaina.
Il 18 luglio 2012 quattro persone dei Gallico vengono arrestate per essersi infiltrate in appalti sull'ammodernamento del 2° macrolotto dell'Autostrada A3.
Il 24 novembre 2012, durante l'operazione Blu Call vengono eseguite 23 misure cautelari nei confronti di presunti affiliati ai Pesce-Bellocco accusati di associazione mafiosa, estorsione e rapina. L'operazione ha fatto luce anche sulle attività della cosca in Lombardia ed Emilia-Romagna.

### 2013

#### La faida Brandimarte-Perri e Priolo
Con il nuovo anno Gioia Tauro diventa teatro di scontri, tra cui un tentato omicidio, tra le famiglie Brandimarte-Perri vicini ai Piromalli e Priolo a causa degli omicidi verificatisi tra il 2011 e il 2012.
I Pesce-Bellocco il 15 maggio 2013 subiscono l'arresto del loro reggente Giuseppe Pesce detto Testuni, ricercato da tre anni e condannato a 12 anni di carcere e le operazioni Cicala del 13 febbraio 2013, Tramonto del 6 marzo 2013 e All Inside 3 del 13 giugno 2013.
Con il processo seguito all'operazione Cosa mia quattro affiliati alla cosca Gallico il 7 marzo 2013 vengono condannati alla reclusione le cosche Gallico e Parrello-Bruzzise.
A Cinquefrondi permane l'influenza dei Petullà-Ierace-Auddino e dei Foriglio-Tigani.

#### Il locale di Oppido
Nel 2013, nel porto di Gioia Tauro continuano i traffici di cocaina provenienti dal Sud America e i Piromalli mantengono l'egemonia sulla piana.
A Rosarno e San Ferdinando le cosche Pesce-Bellocco invece vengono indebolite da diverse operazioni delle forze dell'ordine che coinvolgono anche la forte collaborazione di donne di 'ndrangheta come Maria Concetta Cacciola (morta nel 2011).
I Gallico e i Parrello-Bruzzise continuano a tenere il controllo di Palmi anche se ancora colpiti dalle operazioni del 2010 e del 2011.
Gli Alvaro di Sinopoli sono stati coinvolti nell'operazione Xenopolis che li vedeva coinvolti nell'intromissione in appalti pubblici.
A Oppido Mamertina permangono i Polimeni-Mazzagatti-Bonarrigo e i Ferraro-Raccosta coinvolti in una profonda indagine che ha scoperto l'esistenza di un locale di 'ndrangheta in città, il loro organigramma, le proiezioni regionali, i rapporti con le 'ndrine della province di Vibo Valentia, di Cosenza e di Crotone nonché alcuni interessi finanziari nella città di Roma.
A Scilla, i Nasone-Gaietti che nel 2012 erano rimasti colpiti dall'operazione Alba di Scilla vengono nuovamente colpiti arrestando altri presunti affiiati.

### 2014 i traffici di droga e l'inchino alla statua della Madonna di Oppido Mamertina
Nel 2014 dal Porto di Gioia Tauro vengono sequestrati 980 kg di cocaina e 10 tonnellate di T.L.E. di contrabbando.
Con l'operazione Non Solo Moda 2 i Piromalli si riconfermano la 'ndrina prominente sul territorio, come quella dei Molè, ora non più alleati.
I Pesce-Bellocco di Rosarno invece sono stati travolti ormai da tre anni dalla collaborazione con la giustizia di Giuseppina Pesce, Maria Concetta Cacciola (suicida il 20 agosto 2011) e Rosa Ferraro delle loro famiglie. Contro di loro sono state svolte le operazioni Imelda e Tramonto.
Contro i Facchineri di Cittanova vengono eseguite tre ordinanze di custodia cautelare per estorsione nei confronti di un imprenditore.
Infine a Scilla viene arrestato un membro importante dei Nasone-Gaietti.
Con l'operazione Crimine 3 - Solare 2 si scopre un traffico di cocaina che dal Sud America, attraverso Spagna e Paesi Bassi arrivava a Gioia Tauro per una confederazione di 'ndrine dell'area jonica e tirrenica tra cui i Pesce di Rosarno.
L'operazione All Inside 3 scopre invece le attività illecite della cosca satellite dei Bellocco, gli Ascone.
Dopo due settimane dal monito di papa Francesco a Cassano allo Ionio sulla commistione tra Chiesa e 'ndrangheta il 2 luglio 2014 durante il rito religioso della processione della Madonna delle Grazie a Oppido Mamertina, per la precisione in frazione Tresilico, i Carabinieri che presenziavano alla manifestazione nella figura del comandante della stazione dei Carabinieri e due sottoposti è stata abbandonata in segno di protesta nel momento in cui è avvenuto l'inchino della statua della Madonna verso la casa del capobastone Giuseppe Mazzagatti (1932) dell'omonima famiglia di 'ndrangheta, tra via Ugo Foscolo e Corso Aspromonte. La notizia ha avuto risonanza nazionale. Il comune successivamente risponde a questo segnale affermando che il percorso della processione è sempre stato quello e che una delle soste a quell'incrocio è sempre stato il medesimo come da tradizione.
L'inchiesta è partita dal giornalista Michele Albanese del Quotidiano della Calabria, che per quanto accaduto ha ricevuto diverse minacce, ragion per cui il procuratore di Reggio Calabria ha deciso di assegnargli una tutela di terzo livello.
Il giorno successivo grazie ad alcuni video della processione vengono individuati dalla DDA i 25 portatori, tra i 60 presenti che hanno fatto l'inchino e chi ne ha dato l'ordine.
La Diocesi di Oppido Mamertina-Palmi decide in seguito ai fatti di bloccare le processioni fino a marzo dell'anno successivo ma con "divieto delle soste davanti alle case dei capi della 'ndrangheta per evitare le commistioni".
Il pentito Giuseppe Dimasi, a seguito dell'operazione e processo Lex racconta che a partire dal 2014 le 'ndrine di Laureana di Borrello dei Chindamo-Ferrentino e dei Lamari tutti del Locale di Laureana per una banalità legata alla circolazione stradale e per un Kalašnikov da consegnare ai Ferrentino e di cui invece si appropriò Angelo Lamari si allargò presto questionando sulla gestione delle estorsioni in paese sarebbe potuta scaturire una nuova faida.

### 2015 Operazione Columbus 2
Nel 2015 le 'ndrine più strutturate dominano ancora i rispettivi territori: Piromalli, Molè, Oppedisano su Gioia Tauro, i Pesce-Bellocco su Rosarno, i Polimeni, Mazzagatti, Bonnarigo e i Polimeni-Gugliotta e i Ferraro-Raccosta su Oppido Mamertina, i Gallico e i Parrello-Bruzzise su Palmi, i Santaiti-Gioffrè (detti 'ndoli, Siberia, Geniazzi), i Caia-Laganà-Gioffrè (detti 'ngrisi) e i Crea su Seminara, i Facchineri e gli Albanese-Raso-Gullace a Cittanova, gli Avignone a Taurianova e i Longo-Versace a Polistena. Oltre a queste esistono anche 'ndrine di caratura criminale inferiore.
A ottobre 2015 si conclude l'operazione Columbus 2 che accerta il coinvolgimento degli Alvaro in un traffico internazionale di droga in collaborazione con Cosa nostra statunitense attraverso una società di import-export di frutti tropicali e tuberi.
In questo semestre si è conclusa l'operazione Atlantide riguardante alcuni membri dei Piromalli accusati di estorsione.

### 2016 Operazione saggio compagno 2 e Reale 6
A gennaio si conclude l'operazione saggio compagno 2 nei confronti di esponenti del locale di Cinquefrondi, composto dalle 'ndrine: Petullà-Ierace-Auddino, Ladini e Foriglio-Tigani.
In questo periodo di rilevante importanza la scoperta di un patrimonio finanziario e di beni immobili riconducibili a unico imprenditore del settore sanitario dei Piromalli-Molè del valore di 45 milioni di euro presente tra l'area di Reggio Calabria, Catanzaro e Pistoia in Toscana.
Un altro sequestro a un altro imprenditore della piana di Gioia Tauro del valore di 215 milioni di euro disposto dalla Guardia di Finanza e sempre riconducibile ai Piromalli, avrebbe anche realizzato un centro commerciale a un svincolo dell'autostrada Salerno-Reggio Calabria.
Per concludere a giugno viene confiscato un patrimonio del valore di 324 milioni di euro a un'azienda attiva nel settore oleario in Calabria, Abruzzo e Toscana.
Ai Gallico di Palmi vengono sequestrati beni del valore di 36 milioni di euro tra cui sei aziende turistiche, alcuni terreni agricoli a Roma e a Castiglione dei Pepoli (Bologna).
Ad aprile si conclude l'operazione Guardiano nei confronti di quattro presunti esponenti degli Alvaro (detti "carni i cani") di Sinopoli.
Con l'operazione Reale 6 di agosto coordinata dei Carabinieri e della Guardia di Finanza vengono arrestate tre persone riconducibili ai Pesce e agli Strangio accusate di scambio di voti.
A settembre la DIA di Firenze individua un affiliato ai Pesce-Bellocco operante a Prato dagli anni 1990 a cui sono stati sequestrati beni del valore di 800 000 €.
L'operazione Alchemia nei confronti dei Parrello-Gagliostro di Gallico condotta anche tra Piemonte, Liguria e Toscana rivela che anche un ex consigliere comunale di Palmi favorisse la cosca giacché eletto grazie a essa.
I Crea di Rizziconi in questo semestre si sono avvicinati agli Alvaro di Sinopoli.
I Crea e i Ferraro di Oppido Mamertina sono stati colpiti da 14 provvedimenti restrittivi poiché favorivano la latitanza di due ricercati.
A un imprenditore ed ex politico dei Rugolo-Mammoliti della frazione Castellace di Oppido Mamertina vengono sequestrati beni immobili del valore di 300 000 €.

### 2017 - Le operazioni Cumbertazione e Provvidenza
- Il 19 gennaio 2017 si conclude l'operazione Cumbertazione che porta al sequestro di 54 imprese e 34 imprenditori riconducibili ai Piromalli, ai Muto nella figura di Angelina Corsanto, moglie di Franco Muto e ai Lanzino-Ruà aggiudicandosi negli ultimi tre anni 27 gare d'appalto. L'operazione nasce nel 2014 a seguito dell'operazione Ceralacca 2[58][59]. Il 14 febbraio, continua l'operazione con altri 25 arresti e con la scoperta di un cartello di 60 imprese che è riuscita a ottenere appalti dell'ordine dei 90 milioni di euro, tra cui lo svincolo di Rosarno[60][61].
- Il 26 gennaio 2017 si conclude l'operazione Provvidenza che porta all'arresto di 33 persone collegate o affiliate ai Piromalli tra cui Antonio Piromalli, figlio di Pino Piromalli detto Facciazza, già in carcere. A Milano avevano messo in piedi in maniera illegale una serie di attività imprenditoriali in diversi settori: Pasquale Guerrisi si occupava dell'edilizia, si occupavano del settore turistico Francesco Cordì e Nicola Rucireta e Francesco Pronestì del settore abbigliamento. Il settore che gestivano in maniera internazionale era invece era quello alimentare e in particolare la vendita di olio di sansa spacciato per olio di oliva negli Stati Uniti, grazie a Rosario Vizzari, amico di Antonio Piromalli in contatto con la società statunitense Olive oil company, e con le mafie del New Jersey, di Detroit, di Chicago e di Boston. L'olio veniva comprato in Grecia, Turchia e Siria, per poi passare dalla Calabria e arrivare al mercato ortofrutticolo di Milano per poi essere spedito all'estero[62][63].
- Il 12 dicembre 2017 si conclude l'operazione Terramara-Closed che porta all'arresto di 44 persone e altre quattro sono coinvolte ma già in carcere presunte affiliate agli Avignone-Zagari-Viola-Fazzalari accusati di associazione mafiosa, estorsione, danneggiamenti e porto d'armi illegale, direttamente o indirettamente gestivano l'economia legale e illegale della città di Taurianova[64][65].

### 2018 - Il processo Gotha e l'operazione Ires
- A marzo 2018 si conclude il processo Gotha condannando a 20 anni di carcere Giorgio De Stefano, ex consigliere comunale DC come al vertice della ndrangheta reggina e in cui viene spiegato che a capo dei tre mandamenti vi sono ancora oggi i Piromalli per la zona tirrenica, i De Stefano-Tegano per Reggio città, i Nirta Scalzone (la Maggiore) per la Jonica, assetto definito ormai dagli anni 1970[66].

- Il 9 luglio 2018 si conclude l'operazione Ires (iniziata a settembre 2017) che disarticola la consorteria emergente dei Cacciola e dei Grasso, per un totale di 31 arresti, che approfittando sin dal 2013 dell'indebolimento dei Pesce-Bellocco nell'area di Rosarno a causa delle numerose operazioni di polizia grazie a un'alleanza con alcune famiglie di San Luca riesce a inserirsi nel traffico di cocaina proveniente dalla Colombia e di hashish proveniente dal Marocco attraverso gruppi criminali spagnoli; lo stupefacente veniva poi dirottato in Piemonte e nell'hinterland di Milano. Viene fatta luce anche sull'omicidio di Domenico Cacciola nel 2013: ucciso da Francesco Barone vicino ai Bellocco in quanto amante di sua madre Francesca Bellocco, anch'essa uccisa. Il 16 settembre 2017 viene tentato il sequestro di Salvatore Consiglio, anch'esso vicino ai Grasso per opera del figlio di Domenico Cacciola, Gregorio Cacciola[67][68].

- Il 2 agosto 2018 vengono arrestate 45 persone riconducibili ai Cacciola-Grasso accusati di associazione mafiosa, traffico internazionale di droga proveniente dal Sud America e dal Marocco, estorsione, tentato omicidio e danneggiamenti tra cui la criminologia Angela Tibullo accusata di concorso esterno in associazione mafiosa e altri reati[69][70].

- Il 24 settembre 2018 si conclude l'operazione Iris che porta a 18 arresti tra cui presunti affiliati agli Alvaro e tra cui il sindaco di Delianuova, sospettato di essere anche lui un affiliato, a vario titolo sono accusati di associazione per delinquere di stampo mafioso, estorsione e truffa aggravata[71].